# Акмечеть-Аулие (Улытау)
Акмечеть-Аулие (каз. Ақмешіт Әулие; также Аулиетау, Акмешит) — гора в Улытауской области на территории национального парка «Улытау» в 2 км от села Улытау, самая высокая точка горного массива Улытау. Высота 1131 м.

## Сакральное значение
Гора является объектом паломничества. По поверью, именно на её вершине встречаются Небо и Земля. По мнению исследователей, сакральное значение гора имела уже в эпоху бронзы, что подтверждается многочисленными археологическими памятниками — курганами, святилищами, городищами, расположенными в регионе. По одной из легенд, в пещере на горе получил первое откровение Заратуштра. По другому преданию, на вершине горы Акмечеть-Аулие похоронен легендарный казахский философ Асан Кайгы. Ещё по одной легенде, на горе расположены захоронения семи святых суфиев-целителей.
По мнению археолога Алькея Маргулана, на горе находился монастырь или замок. Здесь сохранились остатки постройки квадратной формы размерами 42×42 м. Здание было построено из камня на глиняном растворе, фундамент — из гранитных плит размерами 30×40 см.
С 2019 года комплекс Акмечеть-Аулие входит в список памятников истории и культуры Казахстана республиканского значения.